# Michael Abels
Michael Abels   (Phoenix, 8 d'octubre de 1962) és un compositor i productor especialment conegut per les seves partitures per a la pel·lícula guanyadora de l'Oscar Get Out, i Us.

## Biografia
Com a compositor de concerts, Abels ha rebut subvencions de la "National Endowment for the Arts, Meet The Composer" i "Sphinx Organization", entre d'altres. Les seves obres orquestrals han estat interpretades per la Chicago Symphony, l'Orquestra de Cleveland, la Atlanta Symphony, l'Orquestra de Filadèlfia i altres. Com a director convidat de Get Out In Concert, Abels ha dirigit orquestres com la National Symphony i la San Francisco Symphony. Diverses de les seves obres orquestrals han estat enregistrades per la Chicago Sinfonietta al segell "Cedille", incloent Delights & Dances i Global Warming. Abels és cofundador del "Composers Diversity Collective", un grup defensor per augmentar la visibilitat dels compositors de color en cinema, jocs i mitjans de difusió.

## Joventut
Abels va néixer a Phoenix, Arizona. Va passar els primers anys en una petita granja de Dakota del Sud, on va viure amb els seus avis. Introduït a la música a través del piano familiar, va començar a mostrar una curiositat innata cap a la música als 4 anys. Els seus avis melòmans van convèncer el professor de piano local perquè l'acollís com a estudiant malgrat la seva edat. Als vuit anys, Abels va començar a compondre música i als 13 anys es va interpretar el seu primer treball orquestral complet.
Després de graduar-se de l'escola secundària, Abels va assistir a la "Thornton School of Music de Los Angeles", a la Universitat del Sud de Califòrnia. Abels, de raça mixta, va acabar estudiant tècniques de bateria de l'Àfrica occidental a l'Institut de les Arts de Califòrnia i va cantar en un cor de l'església predominantment negre per explorar més les seves arrels afroamericanes.

## Filmografia
Composicions
- Get Out (2017)
- Us (2019)
- See You Yesterday (2019)
- All Day and a Night (2020)
- Bad Education (2020)

Música addicional
- Detroit (2017)

## Altres treballs
- Falling Sky, ballet (2020)
- At war with ourselves, una peça de concert sobre un poema de Nikky Finney
- Omar, una òpera original sobre la vida d'Omar ibn Said[3] co-composta amb Rhiannon Giddens
- Get Out in concert (2020)